# Chants cypriens
Chants cypriens (en grec ancien : Κύπρια / Kýpria, en latin : Cypria) est le titre d'une épopée perdue de la Grèce antique, que la tradition attribue à Stasinos de Chypre. Elle faisait partie du Cycle troyen, un ensemble d'œuvres qui retraçaient l'histoire de la guerre de Troie. Les Chants cypriens ouvraient le Cycle et précédaient chronologiquement l’Iliade.

## Datation
Même si les légendes rapportées sont beaucoup plus anciennes, les Chants cypriens ont probablement été composés à la fin du VIe siècle av. J.-C., cette date restant incertaine. On se heurte au même problème de datation de la tradition orale qu'avec les épopées homériques. La plupart des mythes (sinon tous) rapportés dans l'œuvre étaient déjà connus aux temps de la composition de l’Iliade et de l’Odyssée.

## Composition
Le poème est divisé en onze livres écrits en hexamètres dactyliques, et relate les origines de la guerre de Troie et ses neuf premières années.
Seules une cinquantaine de lignes du poème original sont parvenues jusqu'à nous. Le seul résumé complet de l'œuvre dont on dispose provient de la Chrestomathie attribuée à Proclos, philosophe du Ve siècle. De nombreuses autres sources apportent néanmoins des informations complémentaires.
Les Chants cypriens étaient jugés comme une œuvre inférieure par rapport aux épopées homériques : Aristote leur a reproché leur manque de cohésion et d'intensité dramatique. Ils s'apparentaient manifestement plus à un catalogue d'événements qu'à une narration classique.

## Contenu du poème

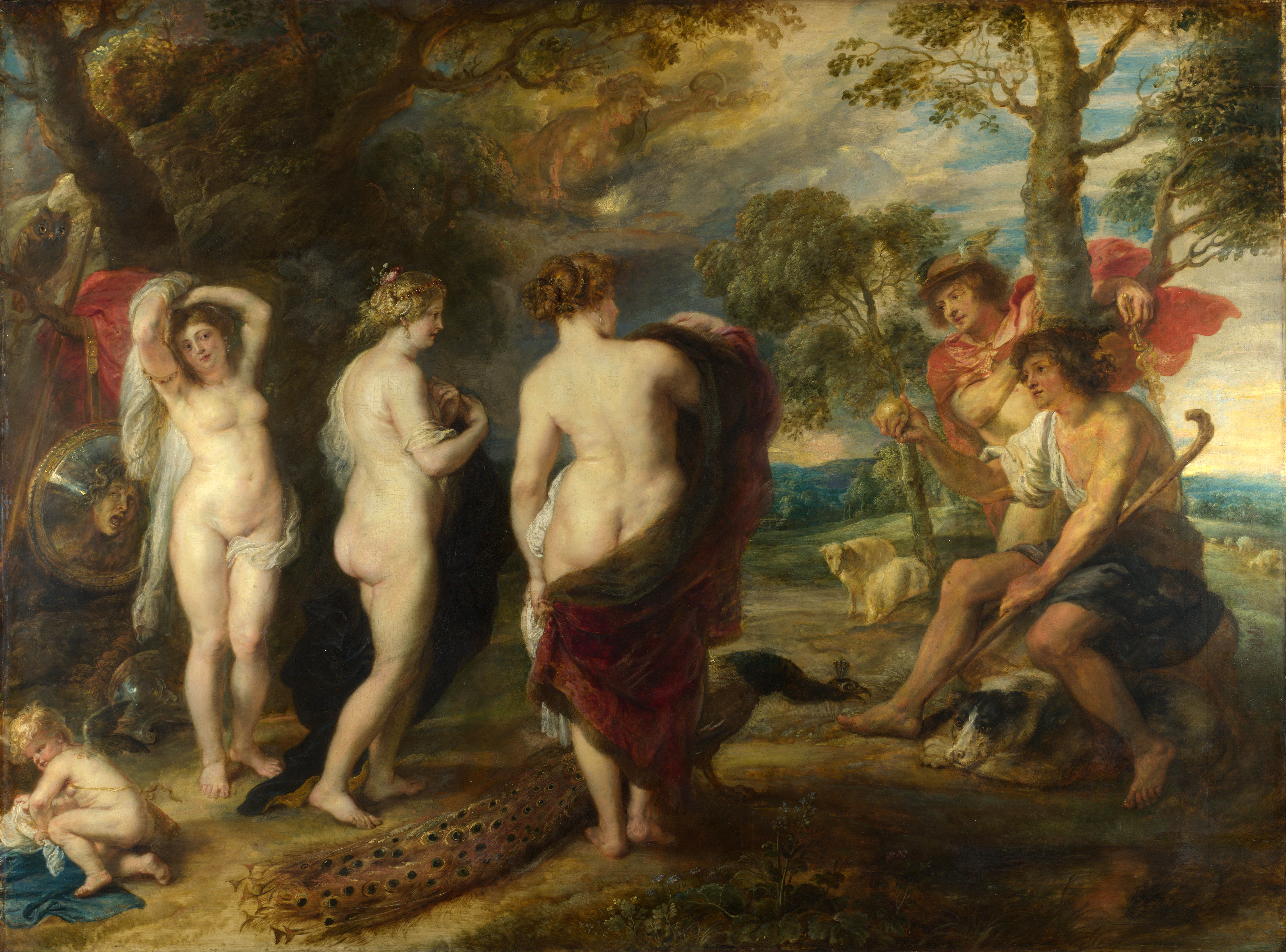
Le Jugement de Pâris, par Rubens

Le poème s'ouvre sur le jugement de Pâris qui oppose les déesses Athéna, Héra et Aphrodite pour savoir laquelle est la plus belle : Pâris choisit Aphrodite, qui lui avait promis l'amour d'Hélène, la femme de Ménélas. Cet épisode conduit à l'enlèvement d'Hélène par Pâris : celui-ci s'empare de la jeune femme et de sa dot, et les ramène à Troie.
Lors du mariage d'Hélène, un serment avait été prononcé entre tous ses prétendants, pour défendre les droits de celui qui emporterait sa main : Ménélas, le vainqueur, invoque ce serment auprès de son frère Agamemnon. Une armée grecque est réunie devant le port d'Aulis et se prépare à embarquer pour Troie : mais le devin Calchas les prévient que la guerre durera dix ans ; et Agamemnon est obligé d'offrir en sacrifice sa fille Iphigénie afin d'apaiser la colère d'Artémis et de permettre un départ favorable de la flotte.
Après de nombreux épisodes, parmi lesquels l'histoire de Télèphe et la députation de Philoctète, la flotte quitte Aulis et arrive devant Troie. Lors du débarquement, le meilleur guerrier troyen, Hector, tue Protésilas, et Achille, le meilleur guerrier Grec, tue Cycnos. Les Grecs demandent la restitution d'Hélène et de sa dot, mais les Troyens refusent. Le siège de la ville débute alors, et ses neuf premières années sont racontées de façon assez succincte.